# Kartir

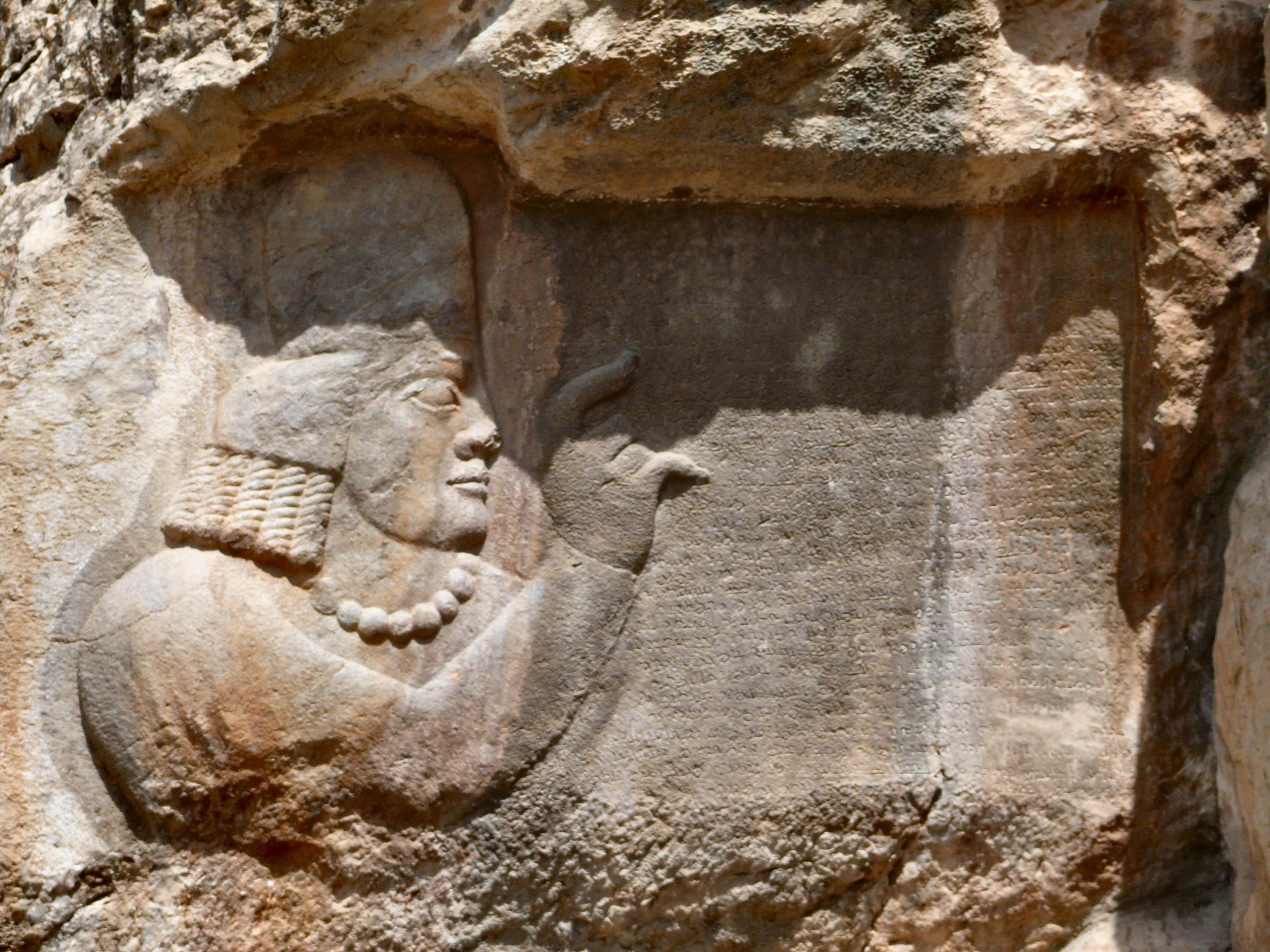
Inscripción de Kartir en Naqsh-e-Rajab.

Kartir fue un personaje político y religioso persa del siglo III que jugó un importante papel al comienzo de la dinastía sasánida.
Kartir fue probablemente el instrumento de la promoción de la causa mazdeista, en oposición al zurvanismo, la otra rama del zoroastrismo, en la inscripción de Naqsh-e-Rajab, en la que se expone que hay un cielo y un infierno, contradiciendo los principios fatalistas del zorvanismo. Sin embargo, fue en el reinado de Sapor I, con Kartir ya designado consejero, cuando el zurvanismo parece haberse desarrollado como culto, y esta contradicción aparece como el principio de una disputa escolástica.
Simultáneamente, Kartir es también considerado como la fuerza significativa en el movimiento iconoclasta que resultaría en la pérdida del favor del culto a las reliquias, una forma extraña a la tradición religiosa indo-irania, que fue heredada de los babilonios, e introducida siete siglos antes por Artajerjes II como instrumento recaudador de impuestos. En efecto, fue en tiempos de Kartir como sumo sacerdote cuando las reliquias fueron retiradas de las estatuas, por ley, siendo las estatuas abandonadas o reconvertidas en templos de fuego.
De acuerdo con sus propias inscripciones, Kartir alcanzó el poder durante el reinado de Sapor I, al cual sirvió como consejero, y a quien acompañó en sus viajes. Ormuz I, el hijo de Sapor, le nombró Moabadan-Moabad, una especie de sumo sacerdote, puesto que Kartir usó despiadadamente para promocionarse y castigar a los sacerdotes de categoría inferior cuyas opiniones fueran contrarias a las suyas. Bajo los ryes siguientes, Kartir llamó a la persecución de los seguidores de las otras religiones, en particular de los maniqueos, cuyo profeta Mani fue sentenciado a muerte bajo Bahram I, muy verosímilmente por instigación de Kartir, a pesar de que el profeta había sido protegido de Sapor I y Ormuz I. La persecución cesó durante el reinado de Narsés de Armenia, probablemente tras la muerte del sumo sacerdote.
Kartir no está atestiguado en fuentes distintas de sus propias inscripciones, en Ka'ba-i-Zartosht, Naqsh-e Rostam, y en Naqsh-e-Rajab.